# Yuta Someya
Yuta Someya (染谷 悠太 Someya Yuta?), född 30 september 1986 i Tokyo prefektur, är en japansk fotbollsspelare.
Someya började sin karriär 2009 i Kyoto Sanga FC. 2014 flyttade han till Cerezo Osaka. Han gick tillbaka till Kyoto Sanga FC 2016. 2019 flyttade han till Kashiwa Reysol.